# Chira reticulata
Chira reticulata är en spindelart som först beskrevs av Cândido Firmino de Mello-Leitão 1943.  
Chira reticulata ingår i släktet Chira och familjen hoppspindlar. Inga underarter finns listade i Catalogue of Life.